# Brilliant Corners
Brilliant Corners è un album del musicista jazz Thelonious Monk, pubblicato nel 1957 dall'etichetta Riverside Records; è stato incluso nel 1999 nella Grammy Hall of Fame.

## Descrizione
Si tratta del terzo disco di Monk registrato per l'etichetta Riverside e il primo, sempre per la Riverside, a includere brani di sua composizione.
La title track per la sua difficoltà richiese venticinque registrazioni dopo le quali il produttore Keepnews decise di mixare le due versioni ritenute le migliori ottenendo così il brano pubblicato nell'album come prima traccia.
Il brano Pannonica è così intitolato in onore alla baronessa Pannonica "Nica" de Koenigswarter, mecenate di musicisti jazz, e amica di Monk.

## Tracce
1. Brilliant Corners – 7:42 (Thelonious Monk)
2. Ba-lue Bolivar Ba-lues-are – 13:24 (Thelonious Monk)
3. Pannonica – 8:50 (Thelonious Monk)
4. I Surrender Dear – 5:25 (Harry Barris[3])
5. Bemsha Swing – 7:42 (Thelonious Monk, Denzil Best)

## Formazione
Musicisti
- Thelonious Monk: pianoforte; celesta in Pannonica
- Ernie Henry: sax alto in Brilliant Corners, Ba-lue Bolivar Ba-lues-are e Pannonica
- Sonny Rollins: sax tenore
- Oscar Pettiford: contrabbasso in Brilliant Corners, Ba-lue Bolivar Ba-lues-are e Pannonica
- Max Roach: batteria; timpani in Bemsha Swing
- Clark Terry: tromba in Bemsha Swing
- Paul Chambers: contrabbasso in Bemsha Swing

Produzione
- Orrin Keepnews — produttore
- Jack Higgins — ingegnere del suono
- Joe Tarantino — masterizzazione